# Lydia Alfonsi
Lydia Alfonsi o, acorde al anagrafe Lidia Alfonsi (Parma, 28 de abril de 1928-21 de septiembre de 2022) fue una actriz de teatro, televisión y de cine italiana.

## Vida y carrera
Lidia Alfonsi nació en Parma en una familia de clase media acomodada; a edad temprana, la joven Alfonsi interrumpió sus estudios de contabilidad para seguir una carrera en el teatro.
En 1946 ganó  un concurso nacional de teatro de aficionados y fue observada por uno de los miembros del jurado, el director Anton Giulio Bragaglia, que inmediatamente la contrató para su compañía. Muy pronto fue elegida en papeles principales en obras de teatro y, a menudo en obras clásicas, incluyendo muchas de las tragedias griegas.
En 1957 hizo su debut en el cine y luego en 1960 comenzó una relación profesional y sentimental (duró hasta su muerte en un accidente de coche en 1963) con el director de la televisión Giacomo Vaccari, protagonizando varios programas dramáticos en la RAI TV  exitosamente dirigida por Vaccari.
Desde mediados de la década de 1970 Lydia Alfonsi se semiretiró, haciendo apariciones esporádicas sólo en 1988 (con la película de televisión Una lepre con la faccia da bambina / Una liebre con la cara de niña), en 1990 (en el filme de Gianni Amelio Open Doors; y en Puertas abiertas de Gianni Amelio)  y en 1997 (en el filme de Roberto Benigni llamado La vida es bella).
Alfonsi fue nombrada Gran Oficial de la República Italiana.